# Renée Dahon
Pour les articles homonymes, voir Dahon (homonymie).
Renée Dahon, née le 15 décembre 1893 à Nice et morte le 8 décembre 1969 à Bruxelles, est une actrice française.

## Vie privée
Renée Dahon est née le 15 décembre 1893 à Nice.
Elle épouse l'écrivain et dramaturge belge Maurice Maeterlinck à Châteauneuf-Villevieille le 15 février 1919, après une relation de huit ans. Le couple achète à Nice une villa de luxe et un domaine, qu'ils baptisent « villa Orlamonde ».
En 1940, ils sont contraints de fuir Paris avec leurs parents en raison de l'avancée des Allemands. Arrivés aux États-Unis en juillet 1940, ils s'installent à New York, à l'hôtel Esplanade.
Ils rentrent en France après la guerre et se réinstallent à Nice en 1947.
Renée Dahon meurt le 8 décembre 1969 à Bruxelles, vingt ans après son époux. Leurs cendres sont rassemblées dans un petit monument situé au-dessus d'Orlamonde.

## Carrière
Renée Dahon est une actrice parisienne populaire. Elle se fait connaître à 18 ans pour son rôle de Tyltyl dans L'Oiseau bleu. Georgette Leblanc (alors partenaire de Maurice Maeterlinck) la repère et la forme pour le rôle.
En 1921, elle interprète Mélisande dans Pelléas et Mélisande, pièce de théâtre écrite par son époux Maurice Maeterlinck.
Elle joue également dans plusieurs films, dont Le Nid (1914).